# Le Journal de Montréal
Le Journal de Montréal és un diari de Mont-real, al Quebec. És un periòdic important del grup d'empreses Sun Media, que al seu torn pertany a Quebecor. Els seus competidors principals són La Presse (propietat de Gesca) i Le Devoir (independent).